# 鞏華城駅
鞏華城駅（きょうかじょうえき）は北京市昌平区に位置する北京地下鉄昌平線の駅である。

## 駅構造

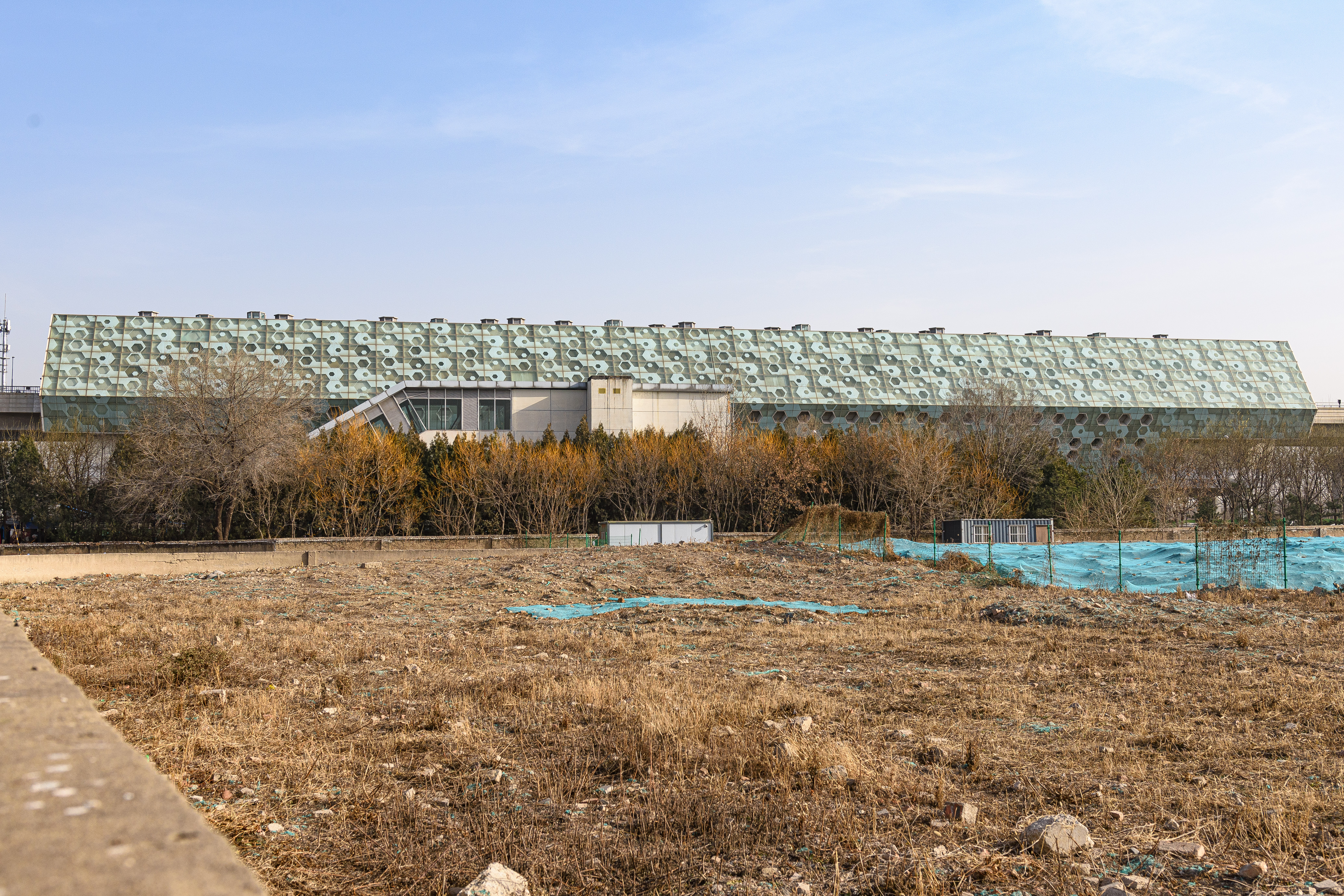
駅舎

島式ホーム1面2線を有する高架駅である。

## 駅周辺
- 鞏華城（中国語版） - 明の嘉靖年間に造営された行宮の跡。

### バス路線

#### 地下鉄鞏華城駅（地铁巩华城站）
2025年現在、当駅発着の路線バスは以下のとおりである。
- 専66系統（地下鉄鞏華城駅～鞏華新村南）

## 歴史
- 2010年12月30日 - 開業。

## 隣の駅
北京地下鉄
■昌平線
朱辛荘駅 - 鞏華城駅 - 沙河駅